# Pieszyce
Pieszyce là một thị trấn thuộc huyện Dzierżoniowski, tỉnh Dolnośląskie ở miền tây nam Ba Lan. Thị trấn có diện tích 64 km². Đến ngày 1 tháng 1 năm 2011, dân số của thị trấn là 9342 người và mật độ 147 người/km².